# Alectryon carinatus
Alectryon carinatus är en kinesträdsväxtart som beskrevs av Ludwig Radlkofer. Alectryon carinatus ingår i släktet Alectryon och familjen kinesträdsväxter. Inga underarter finns listade i Catalogue of Life.